# Děčín hlavní nádraží
Děčín hlavní nádraží (Děčín főpályaudvar) egy csehországi vasútállomás, Děčín városban, a központtól délnyugatra.

## Vasútvonalak
Az állomást az alábbi vasútvonalak érintik:
- Prága–Děčín-vasútvonal
- Drezda–Děčín-vasútvonal
- Děčín–Benešov nad Ploučnicí–Rumburk/Česká Lípa-vasútvonal
- Děčín–Chomutov-vasútvonal

## Szomszédos állomások
A vasútállomáshoz az alábbi állomások vannak a legközelebb:
- Děčín východ (Rumburk railway station, Děčín–Benešov nad Ploučnicí–Rumburk/Česká Lípa-vasútvonal)
- Vilsnice (Praha hlavní nádraží, Prága–Děčín-vasútvonal)
- Děčín-Přípeř (Bahnhof Dresden-Neustadt, Drezda–Děčín-vasútvonal)
- Děčín západ
- Děčín-Přípeř (Rumburk railway station, U 28)
- Děčín zastávka (Oldřichov u Duchcova, Děčín–Chomutov-vasútvonal)

## Fordítás
- Ez a szócikk részben vagy egészben  a   Děčín hlavní nádraží című lengyel Wikipédia-szócikk fordításán alapul.  Az eredeti cikk szerkesztőit annak laptörténete sorolja fel. Ez a jelzés csupán a megfogalmazás eredetét és a szerzői jogokat jelzi, nem szolgál a cikkben szereplő információk forrásmegjelöléseként.
- Ez a szócikk részben vagy egészben  a   Děčín hlavní nádraží című cseh Wikipédia-szócikk fordításán alapul.  Az eredeti cikk szerkesztőit annak laptörténete sorolja fel. Ez a jelzés csupán a megfogalmazás eredetét és a szerzői jogokat jelzi, nem szolgál a cikkben szereplő információk forrásmegjelöléseként.